# Lijst van voetbalinterlands Saint Vincent en de Grenadines - Suriname
Deze lijst van voetbalinterlands is een overzicht van alle officiële voetbalwedstrijden tussen de nationale teams van Saint Vincent en de Grenadines en Suriname. De landen speelden tot op heden zeven keer tegen elkaar. De eerste ontmoeting, een kwalificatiewedstrijd voor het Wereldkampioenschap voetbal 1994, werd gespeeld in Paramaribo op 2 augustus 1992. Het laatste duel, een kwalificatiewedstrijd voor het Wereldkampioenschap voetbal 2026, vond plaats op 5 juni 2024 in de Surinaamse hoofdstad.

## Wedstrijden
| № | Plaats     | Datum            | Competitie                      | Wedstrijd                          | Uitslag |
| - | ---------- | ---------------- | ------------------------------- | ---------------------------------- | ------- |
| 1 | Paramaribo | 2 augustus 1992  | WK 1994 kwalificatie            | Suriname – St. Vincent en de Gren. | 0 – 0   |
| 2 | Kingstown  | 30 augustus 1992 | WK 1994 kwalificatie            | St. Vincent en de Gren. − Suriname | 2 − 1   |
| 3 | Bacolet    | 18 november 2012 | Caribbean Cup 2012 kwalificatie | Suriname − St. Vincent en de Gren. | 1 − 0   |
| 4 | Paramaribo | 3 juni 2016      | Caribbean Cup 2017 kwalificatie | Suriname − St. Vincent en de Gren. | 2 − 1   |
| 5 | Kingstown  | 10 oktober 2019  | CONCACAF Nations League 2019/20 | St. Vincent en de Gren. – Suriname | 2 – 2   |
| 6 | Paramaribo | 14 oktober 2019  | CONCACAF Nations League 2019/20 | Suriname − St. Vincent en de Gren. | 0 − 1   |
| 7 | Paramaribo | 5 juni 2024      | WK 2026 kwalificatie            | Suriname − St. Vincent en de Gren. | 4 − 1   |

## Samenvatting
| Competitie                 | Totaal gespeeld | Winst St. Vincent en de Gren. | Gelijk | Winst Suriname | Doelsaldo St. Vincent en de Gren. – Suriname |
| -------------------------- | --------------- | ----------------------------- | ------ | -------------- | -------------------------------------------- |
| WK-kwalificatie            | 3               | 1                             | 1      | 1              | 3 − 5                                        |
| CONCACAF Nations League    | 2               | 1                             | 1      | 0              | 3 − 2                                        |
| Caribbean Cup-kwalificatie | 2               | 0                             | 0      | 2              | 1 − 3                                        |
| Totaal                     | 7               | 2                             | 2      | 3              | 7 − 10                                       |

SVGFF · A-internationals · Vrouwenelftal van Saint Vincent en de Grenadines
Amerikaanse Maagdeneilanden ·
Anguilla ·
Antigua en Barbuda ·
Aruba ·
Bahama's ·
Barbados ·
Belize ·
Bermuda ·
Britse Maagdeneilanden ·
Canada ·
Costa Rica ·
Cuba ·
Curaçao ·
Dominica ·
Dominicaanse Republiek ·
El Salvador · 
Grenada ·
Guatemala ·
Guyana ·
Haïti ·
Honduras ·
Jamaica ·
Kaaimaneilanden ·
Mexico ·
Montserrat ·
Nederlandse Antillen ·
Nicaragua ·
Puerto Rico ·
Saint Kitts en Nevis ·
Saint Lucia ·
Suriname ·
Trinidad en Tobago ·
Turks- en Caicoseilanden ·
Verenigde Staten
SVB · 
Surinaams vrouwenelftal · 
Olympisch elftal
1934 – 1939 ·
1940 – 1949 ·
1950 – 1959 ·
1960 – 1969 ·
1970 – 1979 ·
1980 – 1989 ·
1990 – 1999 ·
2000 – 2009 ·
2010 – 2019 ·
2020 – 2029
Anguilla ·
Antigua en Barbuda ·
Aruba ·
Barbados ·
Bermuda ·
Britse Maagdeneilanden ·
Canada ·
Costa Rica ·
Cuba ·
Curaçao ·
Denemarken ·
Dominica ·
Dominicaanse Republiek ·
El Salvador ·
Grenada ·
Guatemala ·
Guyana ·
Haïti ·
Honduras ·
India ·
Jamaica ·
Kaaimaneilanden ·
Mexico ·
Montserrat ·
Nederland ·
Nederlandse Antillen ·
Nicaragua ·
Puerto Rico ·
Saint Kitts en Nevis ·
Saint Lucia ·
Saint Vincent en de Grenadines ·
Thailand ·
Trinidad en Tobago